# Saint-Georges-sur-l'Aa
Saint-Georges-sur-l'Aa è un comune francese di 309 abitanti situato nel dipartimento del Nord nella regione dell'Alta Francia.

## Società

### Evoluzione demografica
Abitanti censiti